# ねずみ小僧怪盗伝
『ねずみ小僧怪盗伝』（ねずみこぞうかいとうでん）は、1984年に松竹が製作、野村芳太郎監督の映画である。日の有るうちは麦飯屋を営んでいるが、夜になると盗みを働く姉弟を描いた、コメディ時代劇である。

## キャスト
- 中村雅俊 : 次郎吉
- 小川真由美 : お駒
- 中条きよし : 遠山金四郎
- 小野ヤスシ : マウスボーイ
- 黒崎輝 : 甚六
- レオナルド熊 : 土鍋引掻
- 玉川伊佐男 : 中村勘助
- 穂積隆信 : 川路聖謨
- 松坂慶子 : 与謝野ハル子
- 名取裕子 : 唐人お吉
- 渡瀬恒彦 : 浪人
- コント赤信号 : 町人
- 加藤嘉 : むっつり右門
- 菅井きん : 借金とり
- 仲谷昇 : 安藤対馬守
- 丹波哲郎 : 赤ひげ先生

## スタッフ
- 監督 : 野村芳太郎
- 脚本 :  野村芳太郎 、ジェームス三木、古田求
- 撮影 : 川又昂
- 製作 : 瀬島光雄
- 編集 : 太田和夫
- 音楽 : 田中朗、横田年昭

## 併映作品
- 『男はつらいよ 寅次郎真実一路』: 山田洋次監督